# Hans-Olov Olsson
Hans-Olov Sören Olsson, född 14 december 1941 i Snäcke, Ånimskogs församling, är en svensk företagsledare, han var VD för Volvo Personvagnar 2000-2005.
Olsson började på Volvo 1966 som systemingenjör efter utbildning vid Göteborgs universitet (pol.mag.). År 1969 fick han sin första chefsposition på Volvo Lastvagnar och var 1977-81 chef för Dalslandsverken. Han blev sedermera chef för verksamheterna i Japan 1990-96, Europa och USA 1998-2000, innan han blev Volvo Personvagnars VD. Åren 2005-06 var han Volvo PV:s styrelseordförande och vice styrelseordförande. 
Efter tiden på Volvo och Ford Motor Company blev han senior rådgivare på investmentbanken Rothschild. Av Rothschild fick Hans-Olov Olsson 2009 uppdraget att köpa Volvo Personvagnar åt Zhejiang Geely Holding Group. Affären slutfördes våren 2010 genom bland annat lån från Kina och en kredit från Ford.
Olsson kritiserades för att i rollen som vice styrelseordförande okänsligt ha avskedat Volvo Personvagnars VD Stefan Jacoby med ett brev när denne låg på sjukhus efter en stroke 2012. Han dementerade detta och sade att brevet skickades efter det att Jacoby vägrat träffa honom och sedan Jacoby kommit hem från sjukhuset. Hans-Olov Olsson förklarade att avskedet enbart berodde på Stefan Jacobys skötsel av bolaget.
Han sitter idag i Volvo PV:s styrelse samt i styrelserna för Elanders och SKF.